# 勒祖
勒祖（法語：Lezoux，法語發音：[ləzu]），法国中部城市，奥弗涅-罗讷-阿尔卑斯大区多姆山省的一个市镇，隶属于蒂耶尔区，其市镇面积为34.69平方公里，2022年1月1日时人口数量为6,468人，在法国城市中排名第1,732位。
勒祖位于多姆山省东北部，利马涅平原腹地，克莱蒙费朗和蒂耶尔之间，是一个区域性的中心城市，当地因出产黏土及瓷器而闻名。

## 地名来源
根据当地官方网站的论述，“Lezoux”一名转写自拉丁语单词“Luthum”，后者意为“泥巴”。
勒祖所处区域历史上曾通行奥克语奥弗涅方言，“Lezous”对应的奥克语拼写为“Lezós”，在奥克语维基百科中则被标记为“Lezós”。

## 历史

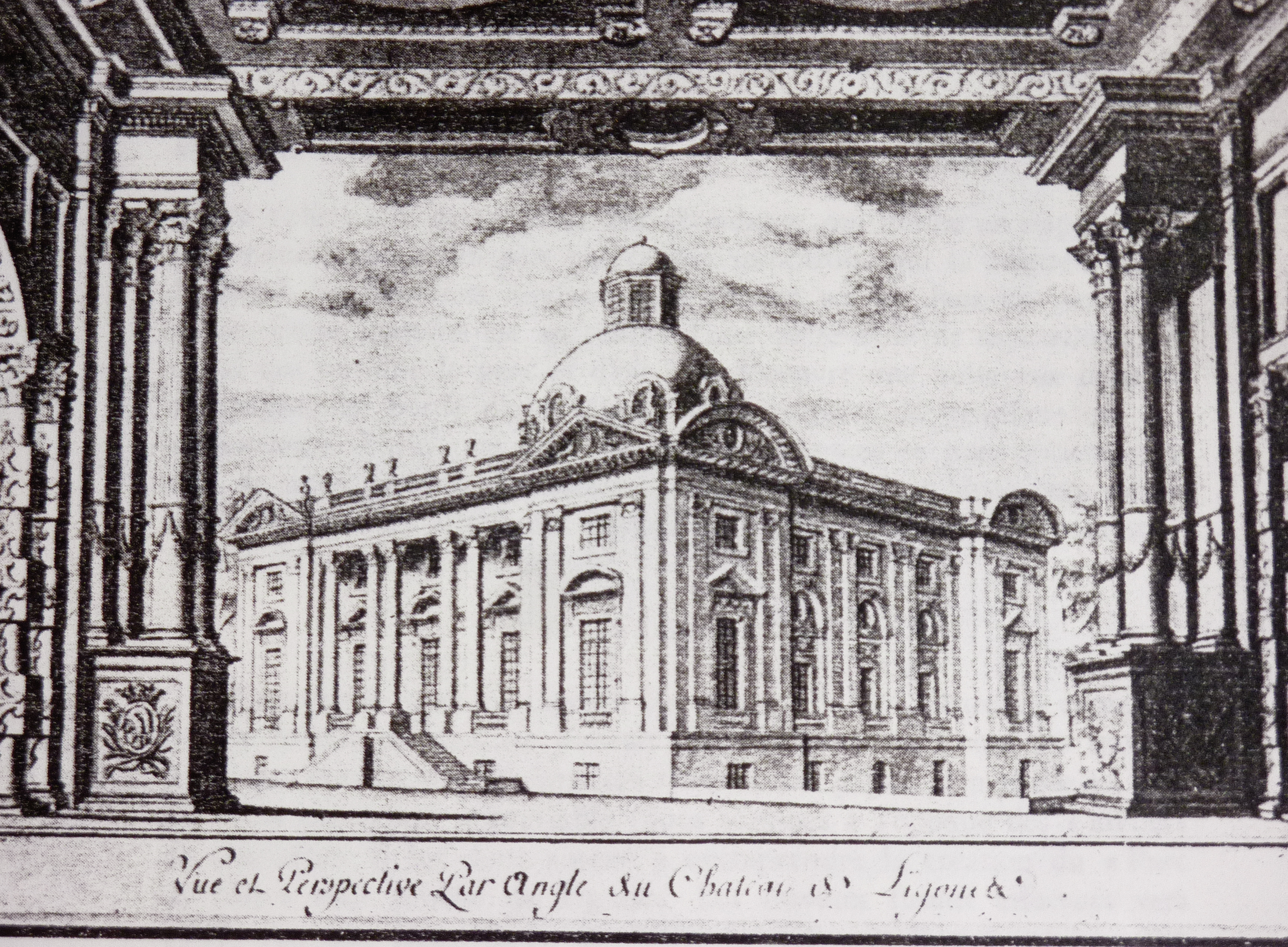
18世纪时的利戈讷城堡

勒祖的早期历史尚不清楚，在古典时期当地就已出现泥盆加工作坊。克莱蒙主教圣奥斯特雷莫尼乌斯曾在公元三世纪时在勒祖创建了一处天主教教会。公元9世纪时，维京人入侵诺曼底，埃夫勒主教托兰向南逃离至奥弗涅地区，其逝世后圣镯被安放于勒祖圣母教堂。中世纪中后期，勒祖一度被多个领主瓜分，至公元13世纪后成为奥弗涅伯爵的一处领地。1445年，查理七世批准勒祖修建防御城墙，此后勒祖曾转手于多名法兰西王室成员间。宗教战争期间，勒祖曾一度被新教徒控制，后被天主教徒反攻。18世纪初，勒祖领主获得伯爵爵位，其家族成员在此兴建了利戈讷城堡作为家族宅邸，夏尔-安托万-克洛德·德沙兹拉在18世纪末对该城堡进行了大规模的扩建。法国大革命期间，勒祖教堂遭到共和派军队的破坏。自1791年起，勒祖成为多姆山省的一个市镇。工业革命期间，途径勒祖的克莱蒙费朗—卢瓦尔河畔圣瑞斯特铁路建成通车。勒祖瓷器博物馆于1957年建成开放。21世纪后，随着克莱蒙费朗的城市扩张及通勤列车的开行，勒祖的人口数量有所增加，当地出现了多处新建居民区。

## 地理

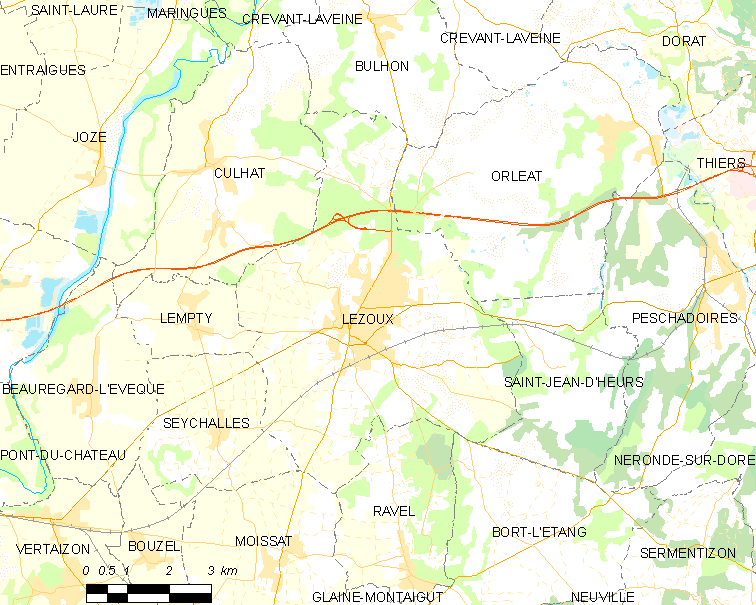
勒祖市镇范围地图

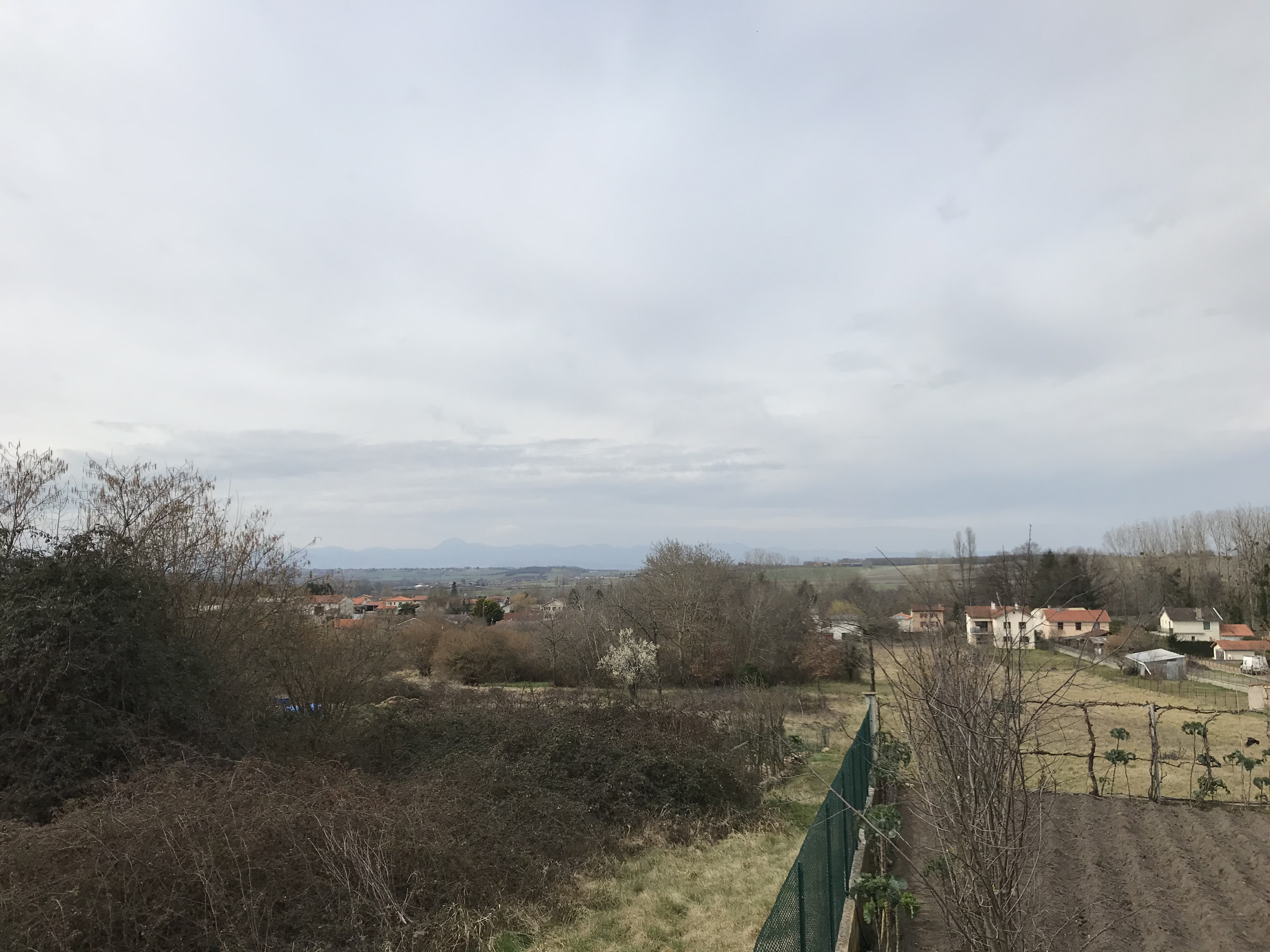
勒祖附近的利马涅平原

勒祖位于法国中部偏南，奥弗涅-罗讷-阿尔卑斯大区西部和多姆山省东北部，距离省会克莱蒙费朗大约26公里。与勒祖接壤的市镇包括：屈亚、比永、奥尔莱阿、朗普蒂、塞沙勒、圣让德尔、拉韦勒、穆瓦萨和博尔莱唐。

### 地形
勒祖位于利马涅平原腹地，境内以平原为主，市镇中心地势较为平坦，全境海拔在317到421米之间。

### 水文
勒祖位于卢瓦尔河流域范围内，利特鲁河（Le Litroux）自南向西北流经市镇西南边界，市区南部有克罗普特湖（Étang de Cropte），北部有岛屿湖（Étang de l'Île）。

### 植被
勒祖属于温带阔叶混交林区，林地散落分布于市镇范围内的多个区域。让·穆兰广场（Square Jean Moulin）和洛皮克公园（Parc Lopik）是当地的两处城市绿地。
在鲜花城市的评比中，勒祖暂未被评级。

### 气候
勒祖在柯本气候分类法中属于带有大陆性特征的温带海洋性气候（Cfb）。
距离勒祖最近的常年气象站位于欧纳境内，以下为该气象站的数据：
| 克莱蒙费朗-欧纳 1981年－2019年 | 克莱蒙费朗-欧纳 1981年－2019年 | 克莱蒙费朗-欧纳 1981年－2019年 | 克莱蒙费朗-欧纳 1981年－2019年 | 克莱蒙费朗-欧纳 1981年－2019年 | 克莱蒙费朗-欧纳 1981年－2019年 | 克莱蒙费朗-欧纳 1981年－2019年 | 克莱蒙费朗-欧纳 1981年－2019年 | 克莱蒙费朗-欧纳 1981年－2019年 | 克莱蒙费朗-欧纳 1981年－2019年 | 克莱蒙费朗-欧纳 1981年－2019年 | 克莱蒙费朗-欧纳 1981年－2019年 | 克莱蒙费朗-欧纳 1981年－2019年 | 克莱蒙费朗-欧纳 1981年－2019年 |
| 月份                           | 1月                            | 2月                            | 3月                            | 4月                            | 5月                            | 6月                            | 7月                            | 8月                            | 9月                            | 10月                           | 11月                           | 12月                           | 全年                           |
| ------------------------------ | ------------------------------ | ------------------------------ | ------------------------------ | ------------------------------ | ------------------------------ | ------------------------------ | ------------------------------ | ------------------------------ | ------------------------------ | ------------------------------ | ------------------------------ | ------------------------------ | ------------------------------ |
| 历史最高温 °C（°F）            | 22.1 (71.8)                    | 25.9 (78.6)                    | 26.6 (79.9)                    | 31.3 (88.3)                    | 33 (91)                        | 40.9 (105.6)                   | 40.7 (105.3)                   | 39.6 (103.3)                   | 36.8 (98.2)                    | 32.2 (90.0)                    | 30 (86)                        | 21.9 (71.4)                    | 40.9 (105.6)                   |
| 平均高温 °C（°F）              | 7.6 (45.7)                     | 9.2 (48.6)                     | 13.1 (55.6)                    | 15.7 (60.3)                    | 19.9 (67.8)                    | 23.4 (74.1)                    | 26.5 (79.7)                    | 26.1 (79.0)                    | 22.3 (72.1)                    | 17.6 (63.7)                    | 11.3 (52.3)                    | 8 (46)                         | 16.7 (62.1)                    |
| 日均气温 °C（°F）              | 3.7 (38.7)                     | 4.8 (40.6)                     | 7.9 (46.2)                     | 10.2 (50.4)                    | 14.3 (57.7)                    | 17.6 (63.7)                    | 20.3 (68.5)                    | 19.9 (67.8)                    | 16.5 (61.7)                    | 12.8 (55.0)                    | 7.3 (45.1)                     | 4.4 (39.9)                     | 11.6 (52.9)                    |
| 平均低温 °C（°F）              | −0.1 (31.8)                    | 0.3 (32.5)                     | 2.7 (36.9)                     | 4.7 (40.5)                     | 8.7 (47.7)                     | 11.9 (53.4)                    | 14 (57)                        | 13.7 (56.7)                    | 10.6 (51.1)                    | 7.9 (46.2)                     | 3.3 (37.9)                     | 0.8 (33.4)                     | 6.5 (43.7)                     |
| 历史最低温 °C（°F）            | −23.1 (−9.6)                   | −29 (−20)                      | −21.3 (−6.3)                   | −7.1 (19.2)                    | −4.2 (24.4)                    | 1 (34)                         | 3.8 (38.8)                     | 2.4 (36.3)                     | −3 (27)                        | −9.2 (15.4)                    | −11.8 (10.8)                   | −25.8 (−14.4)                  | −29 (−20)                      |
| 平均降水量 mm（）              | 26.7 (1.05)                    | 21.8 (0.86)                    | 25.8 (1.02)                    | 53.4 (2.10)                    | 76.8 (3.02)                    | 72.9 (2.87)                    | 54.9 (2.16)                    | 61.9 (2.44)                    | 65.6 (2.58)                    | 49 (1.9)                       | 39.5 (1.56)                    | 30.6 (1.20)                    | 578.9 (22.79)                  |
| 月均日照時數                   | 88.9                           | 108.4                          | 161.4                          | 173.5                          | 197.9                          | 225.2                          | 249.2                          | 234.8                          | 185.4                          | 135.1                          | 84                             | 69.2                           | 1,913                          |
| 来源：infoclimat.fr            |                                |                                |                                |                                |                                |                                |                                |                                |                                |                                |                                |                                |                                |

## 行政区划
勒祖的市镇编号为63195，邮政编号为63190。
在行政管理方面，勒祖隶属于法国奥弗涅-罗讷-阿尔卑斯大区多姆山省蒂耶尔区；在地方选举方面，勒祖是勒祖县的中央投票站所在地，其市镇范围全境被划入多姆山省第五选区；在社会管理方面，勒祖是多尔河和阿列河之间市镇公共社区的办公驻地。
截至2023年7月，勒祖市镇范围内暂无任何城市敏感街区及城市政策优先街区。
法国国家统计与经济研究所（简称）在进行数据统计时，将勒祖单独设为勒祖城市核心区（Unité urbaine de Lezoux），并将包括核心区在内的周边共182个市镇划为克莱蒙费朗城市区。自2020年起，克莱蒙费朗城市区被包含209个市镇的克莱蒙费朗城市辐射区代替。此外，还将勒祖市镇整体看作一个“块区”（IRIS），以便于统计人口分布情况。

## 交通

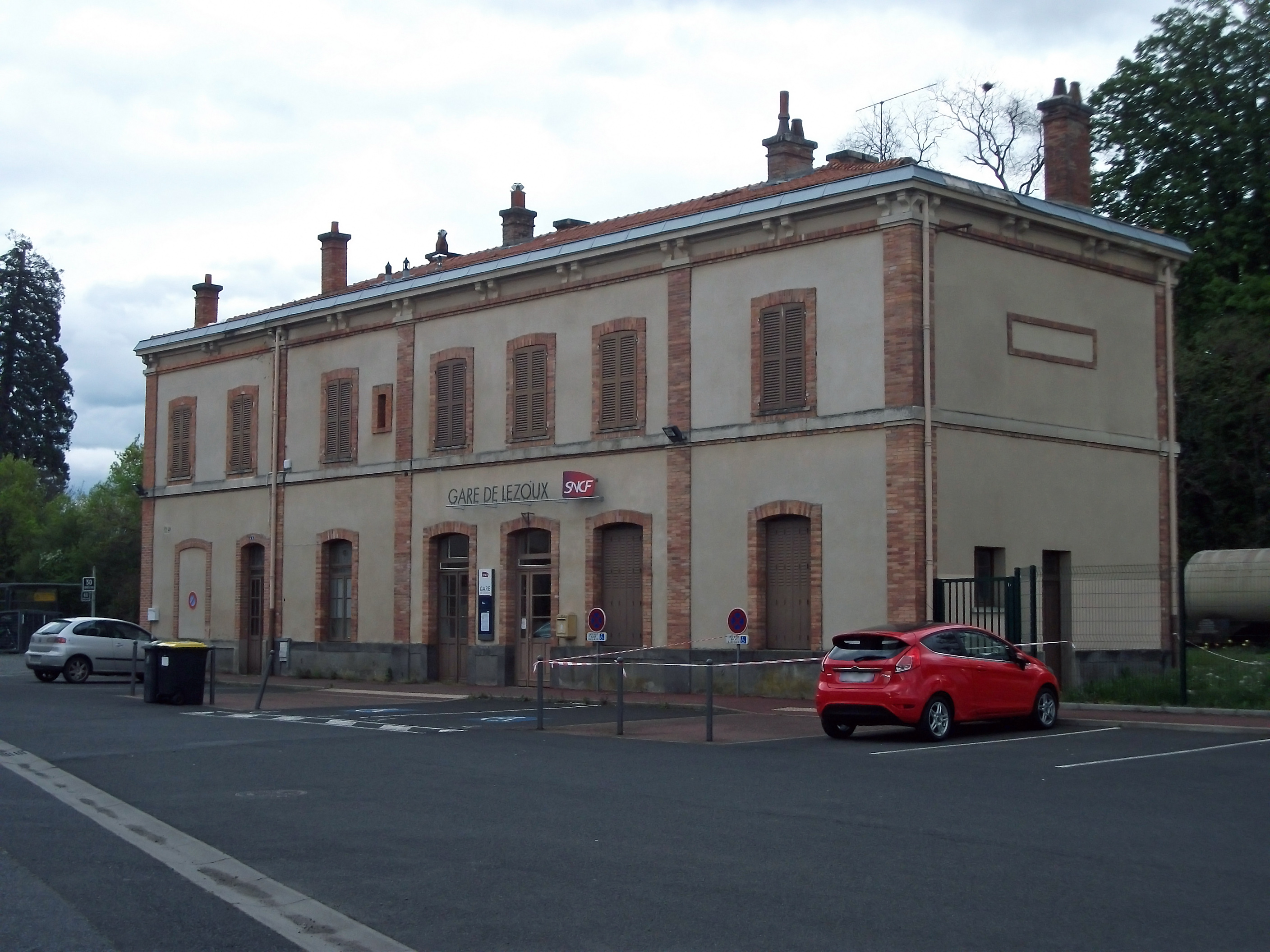
勒祖火车站的主站房

### 公路
A89高速公路经过勒祖市区北部，通过28号出入口连接市区；多姆山省省道D20线、D85线、D115线、D223线、D229线、D332线和D2089线在勒祖境内交汇。奥弗涅-罗讷-阿尔卑斯城际巴士（商业名称为）下属的X18线、P01线和P02线停靠勒祖，可直通克莱蒙费朗、圣艾蒂安、昂贝尔等地。
| 28 | 3.3 |

| 克莱蒙费朗 | 27 |

| 蒂耶尔 | 16 |

| 比永 | 13 |

2019年，80.7%的勒祖家庭拥有至少一辆私人汽车。2021年，勒祖境内共发生各类交通事故4起，造成4人受伤，其中3人重伤。

### 铁路
勒祖位于克莱蒙费朗—卢瓦尔河畔圣瑞斯特铁路上。勒祖站位于市区南部，停靠往返于克莱蒙费朗和蒂耶尔一线的区域列车。

### 航空
距离勒祖最近的民用航空站为22公里外的克莱蒙费朗机场。

### 城市公共交通
截至2023年7月，勒祖暂无城市公共交通系统。

## 政治

### 市政内阁

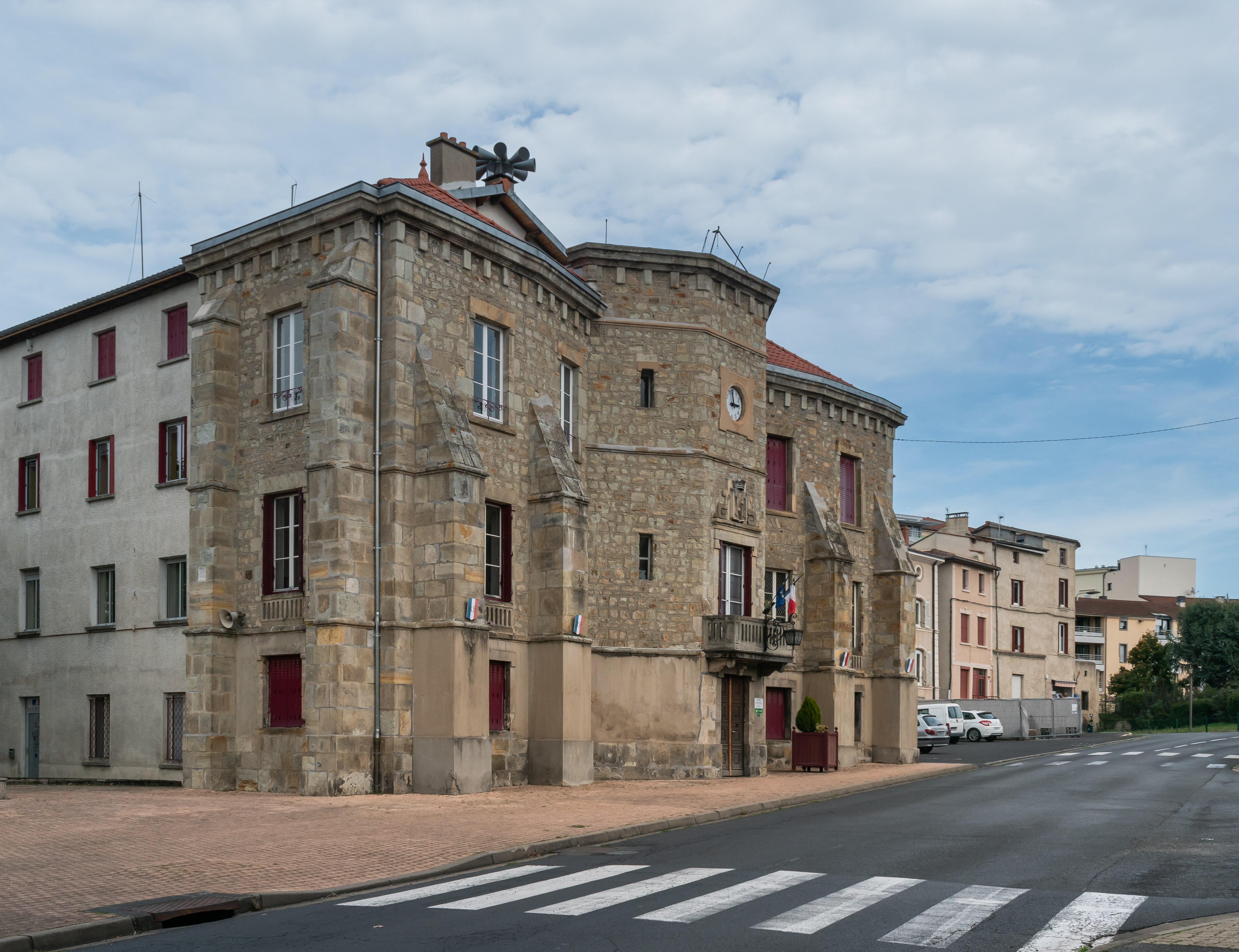
勒祖市政厅

勒祖的现任市长为阿兰·科松先生（Alain COSSON），他是一名右翼无党派人士的一名成员，在2020年的市政选举中获得了54.20%的支持率。
| 勒祖历届市长   | 勒祖历届市长                                        | 勒祖历届市长                     |
| 任期           | 市长                                                | 党派                             |
| -------------- | --------------------------------------------------- | -------------------------------- |
| 1944年－1951年 | Jean-Baptiste MOULIN 让-巴蒂斯特·穆兰               | 不详                             |
| 1951年－1970年 | Raymond JOYON 雷蒙·茹瓦永                           | RPF法国人民联盟                  |
| 1971年－1977年 | Régis GRIMAUD 雷吉·格里莫                           | 不详                             |
| 1977年－1983年 | Bernard DE ROQUEFEUIL 贝尔纳·德罗克弗伊             | 不详                             |
| 1983年－1989年 | Albert DECORPS 阿尔贝·德科尔                        | 不详                             |
| 1989年－2014年 | Marie-Gabrielle GAGNADRE 玛丽-加布里埃尔·加尼亚德尔 | UDF法国民主联盟 →UMP人民运动联盟 |
| 2014年－       | Alain COSSON 阿兰·科松                              | DVD右翼无党派人士                |

### 各级选举
| 勒祖历届投票选举结果 | 勒祖历届投票选举结果 | 勒祖历届投票选举结果 | 勒祖历届投票选举结果 | 勒祖历届投票选举结果        | 勒祖历届投票选举结果 | 勒祖历届投票选举结果 | 勒祖历届投票选举结果        | 勒祖历届投票选举结果 | 勒祖历届投票选举结果 |
| 选举项目             | 选举范围             | 选区单位             | 选区单位内的选举结果 | 选区单位内的选举结果        | 选区单位内的选举结果 | 选区单位内的选举结果 | 选区单位内的选举结果        | 选区单位内的选举结果 | 参考资料             |
| 选举项目             | 选举范围             | 选区单位             | 第一轮胜出者         | 第一轮胜出者                | 支持率               | 第二轮胜出者         | 第二轮胜出者                | 支持率               | 参考资料             |
| -------------------- | -------------------- | -------------------- | -------------------- | --------------------------- | -------------------- | -------------------- | --------------------------- | -------------------- | -------------------- |
| 2017年法國總統選舉   | 法國                 | 市镇                 |                      | 埃马纽埃尔·马克龙           | 24.86%               |                      | 埃马纽埃尔·马克龙           | 62.41%               | [ 24 ]               |
| 2017年法国立法选举   | 多姆山省第五选区     | 市镇                 |                      | 塞巴斯蒂安·加尔代特         | 33.9%                |                      | 安德烈·沙赛涅               | 56.25%               | [ 24 ]               |
| 2019年欧洲议会选举   | 法國                 | 市镇                 |                      | 若尔当·巴尔代拉             | 26.31%               | （不适用）           | （不适用）                  | （不适用）           | [ 26 ]               |
| 2021年法国省级选举   | 多姆山省             | 县                   |                      | 赛莉娅·贝尔纳 塞德里克·多迪 | 41.88%               |                      | 赛莉娅·贝尔纳 塞德里克·多迪 | 51.63%               | [ 27 ]               |
| 2021年法国省级选举   | 多姆山省             | 市镇                 |                      | 赛莉娅·贝尔纳 塞德里克·多迪 | 47.88%               |                      | 赛莉娅·贝尔纳 塞德里克·多迪 | 59.32%               | [ 27 ]               |
| 2021年法国大区选举   |                      | 市镇                 |                      | 洛朗·沃基耶                 | 54.26%               |                      | 洛朗·沃基耶                 | 62.42%               | [ 28 ]               |
| 2022年法国总统选举   | 法國                 | 市镇                 |                      | 玛丽娜·勒庞                 | 30.17%               |                      | 玛丽娜·勒庞                 | 50.15%               | [ 24 ]               |
| 2022年法国立法选举   | 多姆山省第五选区     | 市镇                 |                      | 安德烈·沙赛涅               | 42.52%               |                      | 安德烈·沙赛涅               | 65.2%                | [ 24 ]               |

## 人口
2020年，勒祖市镇人口数量为6,287，在法国排名第1,732位。其中男性2,896人，女性3,360人，75岁及以上人口占10.1%，外籍人口数量为69人，人口密度为181人/平方公里，当地居民被称为（男性）或（女性）。2020年，勒祖境内出生68人，死亡人口127人。
| 勒祖1901年－2020年人口变化情况 |
|                                |
| 数据来源：Cassini、INSEE       |

## 经济
勒祖是一个区域性的中心城市。截至2023年7月，勒祖市镇范围内共有各类用人单位（包含自雇）792家，平均历史为17年，其中99.56%为中小型企业（PME），2023年5月至7月间，当地的经济活力指数为-0.13%。（汽车维修）、（企业管理）及（快餐）是当地2021年营业额最高的三个企业，分别为890,535欧元、584,974欧元和104,207欧元。

## 财政与居民收入
2021年，勒祖的财政收入总额为6,443,920欧元，财政支出总额为4,741,240欧元，当年的债务总额为5,330,770欧元。 2021年，勒祖市镇通过增值税获得500,260欧元的收入，此外当地还共获得了724,040欧元的国家直接财政补助。
2019年，勒祖的人均月收入总额为2,153欧元，其中高级职员为3,581欧元，低于法国平均水平（4,230欧元）；中级职员为2,377欧元，低于法国平均水平（2,411欧元）；普通职员为1,693欧元，亦低于法国平均水平（1,740欧元）。
2019年，勒祖境内的贫困率为11%，青壮年（15至64岁）失业率为11.1%；当地40.4%的家庭拥有纳税资格，平均纳税2,221欧元，低于法国平均水平（4,393欧元）。

## 社会事务

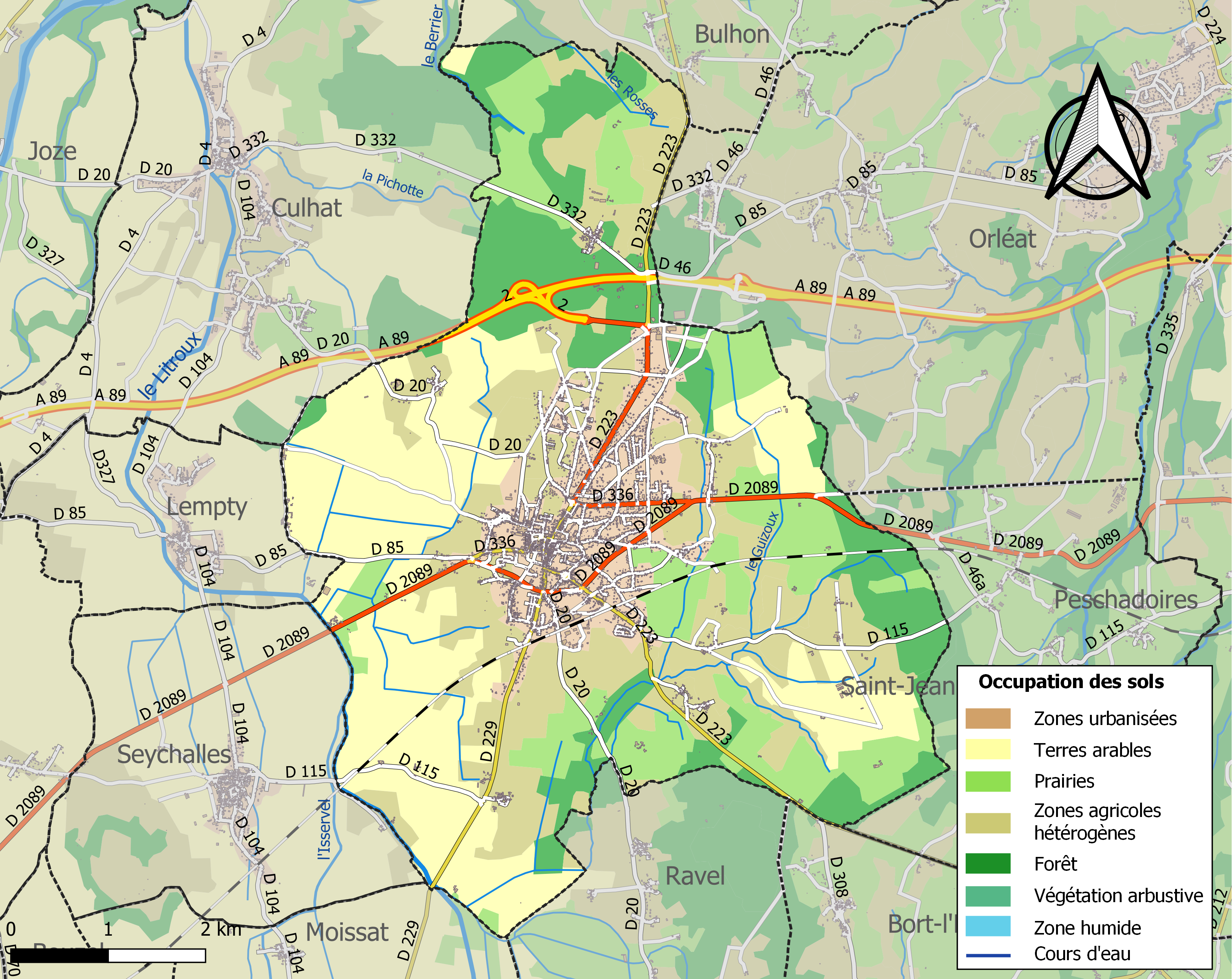
勒祖土地利用情况地图

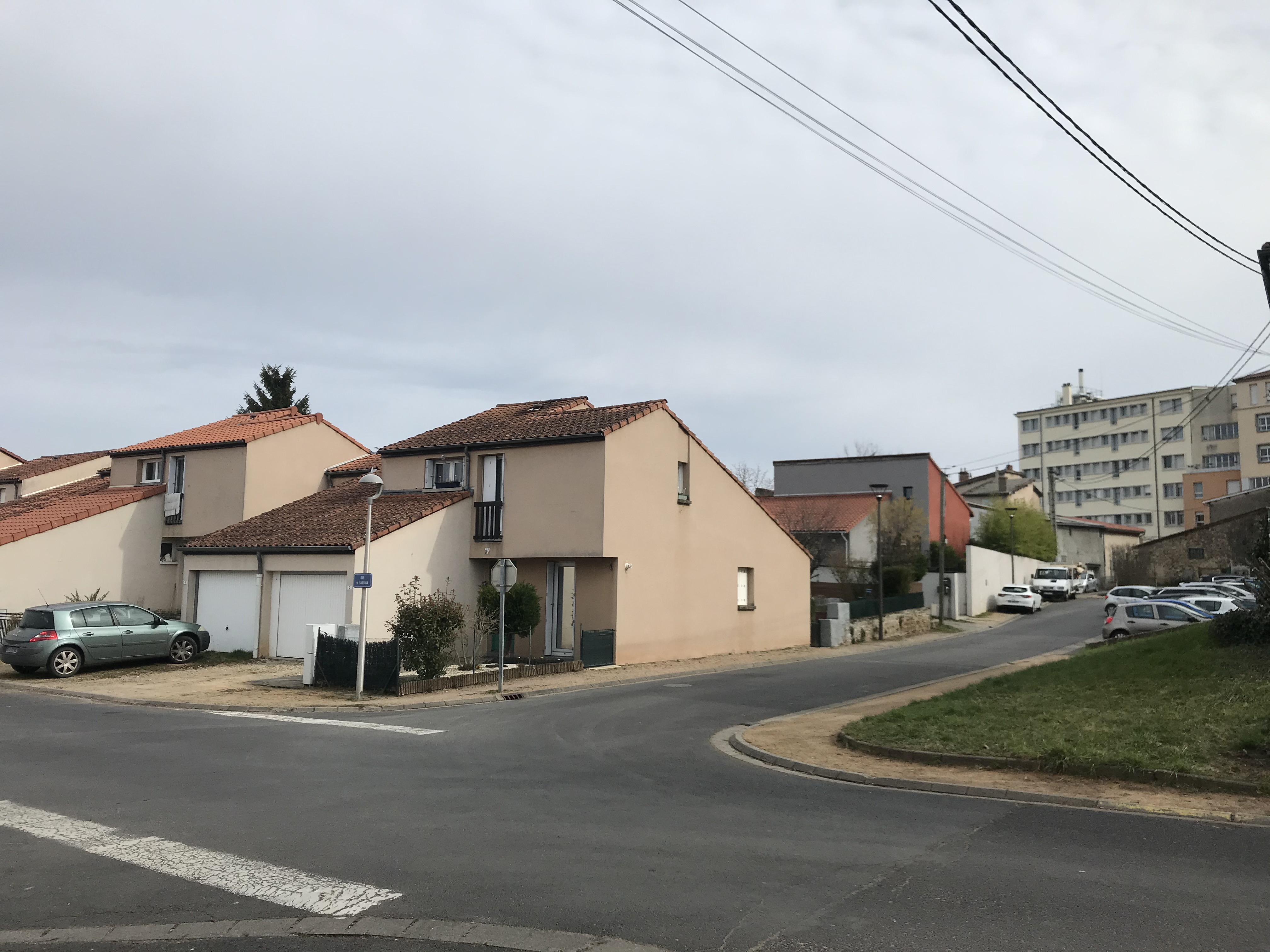
勒祖的一处居民建筑

### 教育
勒祖属于克莱蒙费朗学区。截至2021年1月1日，勒祖境内共有1所幼儿园、2所小学和1所初级中学。2021至2022学年度，勒祖境内共有在校中等教育阶段学生669名。

### 医疗
截至2021年1月1日，勒祖境内共有全科医生6名、保健师9名、牙医7名、护士17名和助产士1名。境内共有药房3家、残疾人帮扶中心1家。
距离勒祖最近的区域性医疗机构为蒂耶尔中心医院），其主病区位于蒂耶尔市区西部，距离勒祖市区的正常车程大约15分钟，该院设有床位396个，是当地规模最大的公立综合性医院。

### 住房
2019年，勒祖境内共有各类住房2,875套，其中82.5%为独立式居民区，17.1%为集中式居民区。常住房屋占勒祖市镇范围内居民建筑总量的88.7%。
在住房保障政策方面，2021年，勒祖境内共有512户家庭获得了住房经济补助，受益人数占总人口数量的8.1%，其中490份为房租补助。

### 商业
2021年，勒祖境内共有各类实体商铺134家，其中餐厅11家、大型超市1家、杂货店1家、面包房4家、肉铺4家、书店1家、装饰品店1家、银行门店1家、美容美发店6家、汽车维修店13家。市区西部建有一家家乐福购物超市。

### 体育
2021年，勒祖境内共有1间体育馆、4处网球场以及2处足球或橄榄球场。
截至2023年7月，勒祖足球俱乐部（Football Club Lezoux，编号517723）是勒祖境内唯一的一家注册足球俱乐部，其主队2022至2023赛季参加多姆山省足球联赛甲组（法国第九级别），其主场为勒韦尔纳代勒球场（Stade du Vernadel）。

### 环境
勒祖的环境事务由其所属的多尔河和阿列河之间市镇公共社区联合各级政府协调负责。2021年，勒祖境内暂无污染企业。

### 治安
2021年，勒祖市镇范围内有1处宪兵队。
勒祖及其附近的共40个市镇是蒂耶尔国家宪兵队（zone gendarmerie de Thiers）的管辖范围。2020年，该宪兵队累计记录各类案件1,735起，其中盗窃类案件863起，经济类案件291起，毒品交易类案件29起。

## 文化
2021年，勒祖境内共有1家博物馆。勒祖境内建有市际多媒体中心（Médiathèque Intercommunale），每周二至六及每月的第一个周日向公众开放。

### 建筑
勒祖境内有多处历史建筑，其中旧城门（Ancienne Porte）、圣乔治小教堂（Chapelle de Saint-Georges）等为法国国家文物保护单位。

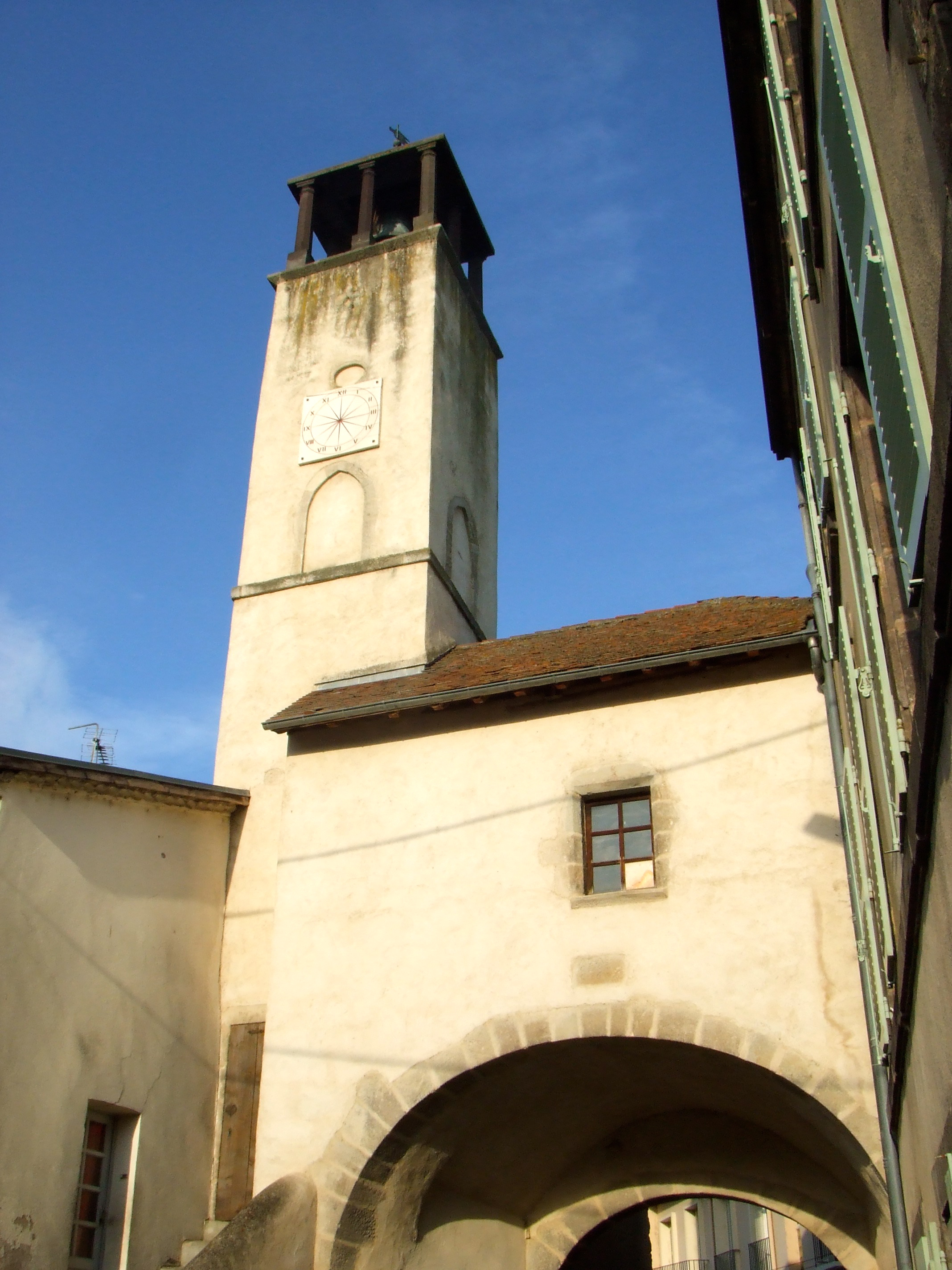
旧城门
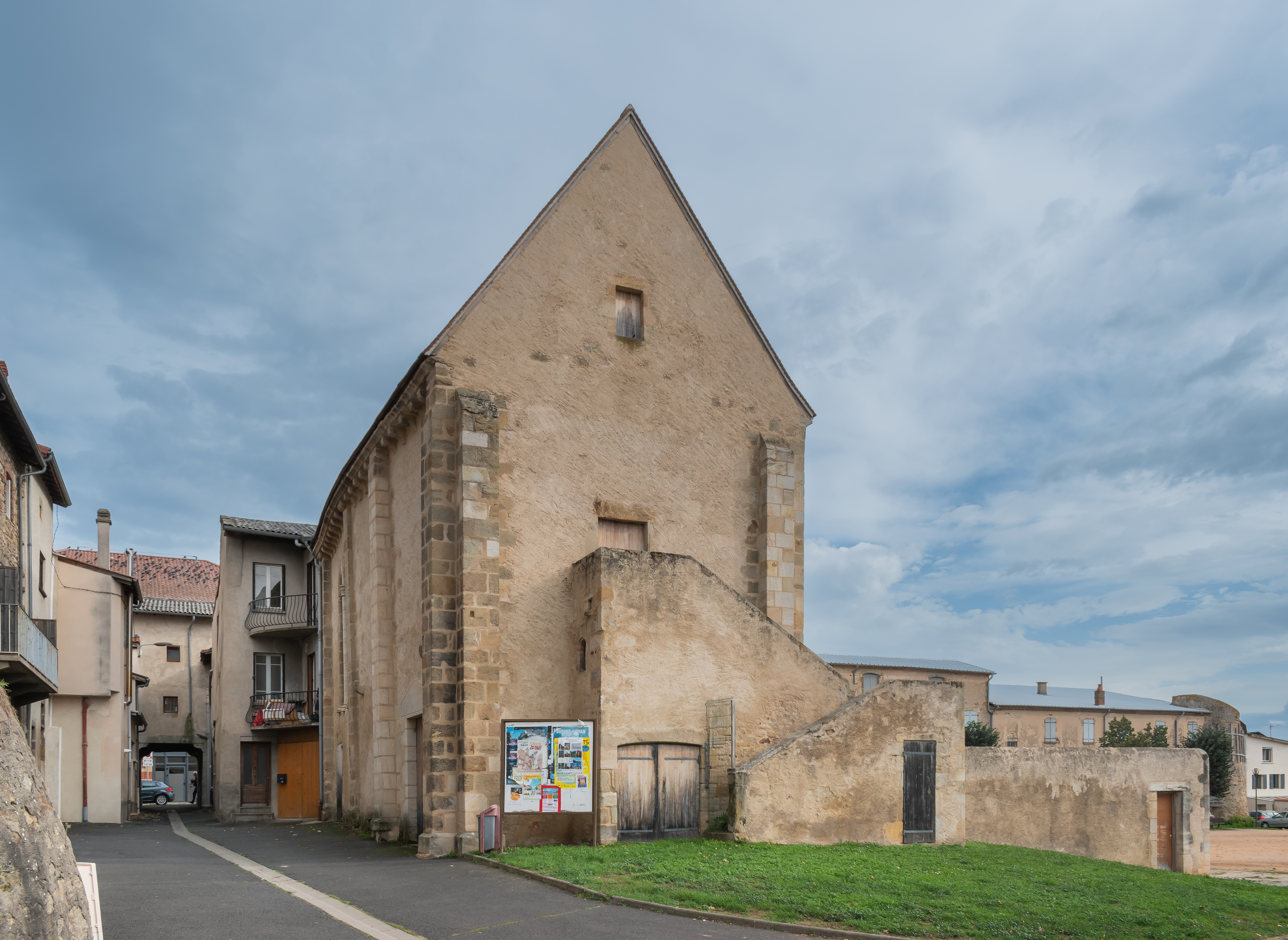
圣乔治小教堂
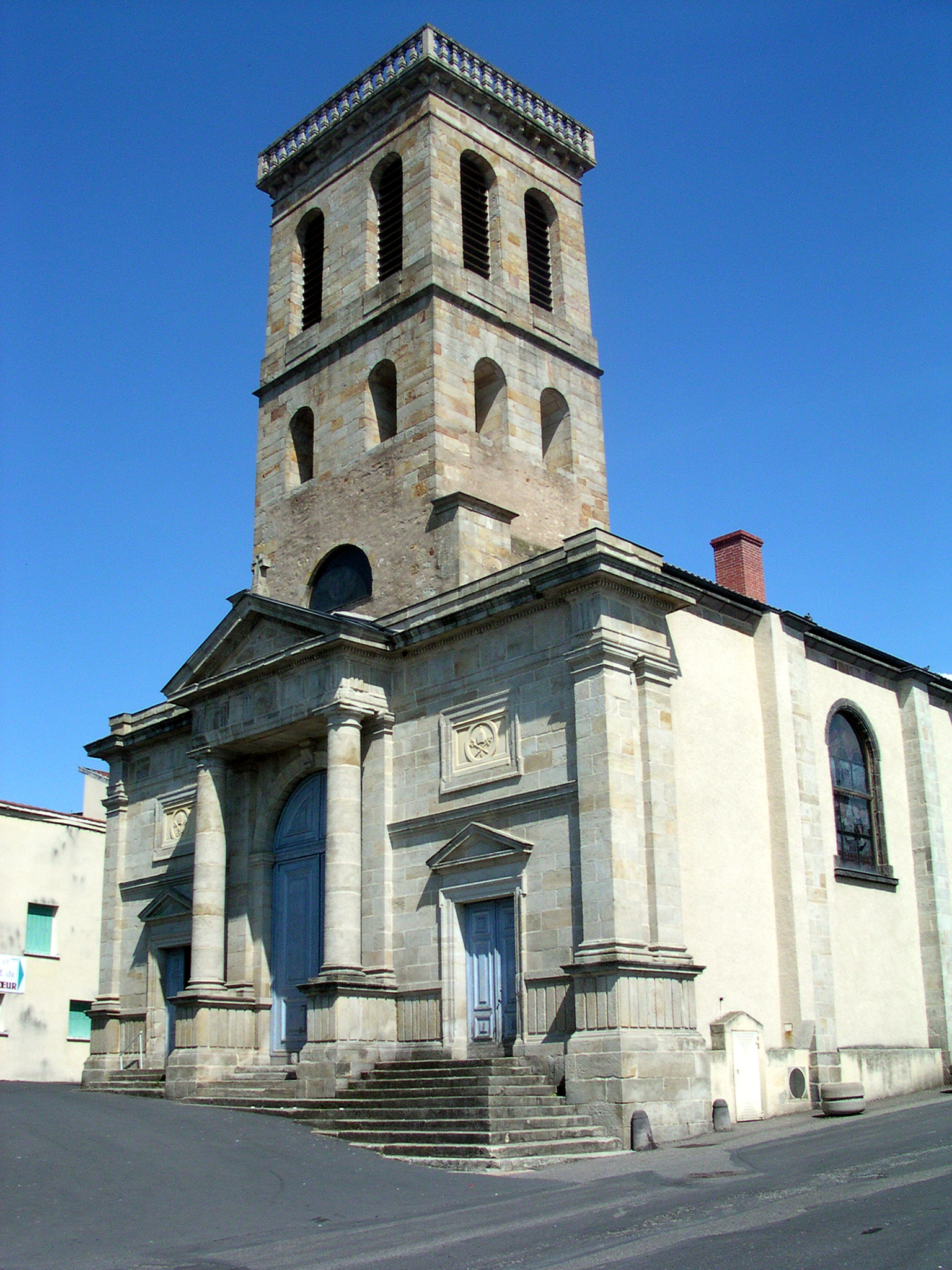
圣艾蒂安教堂
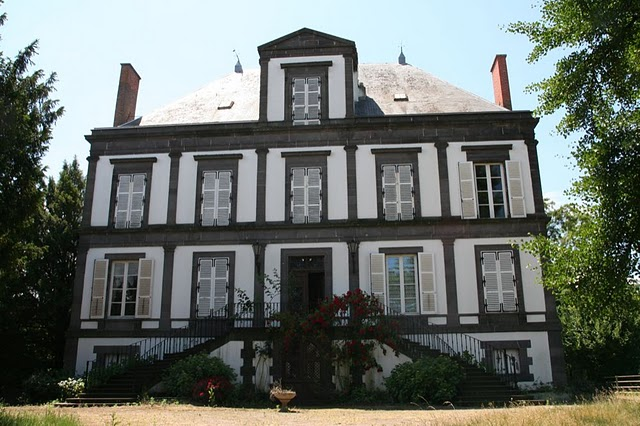
马南蒂庄园
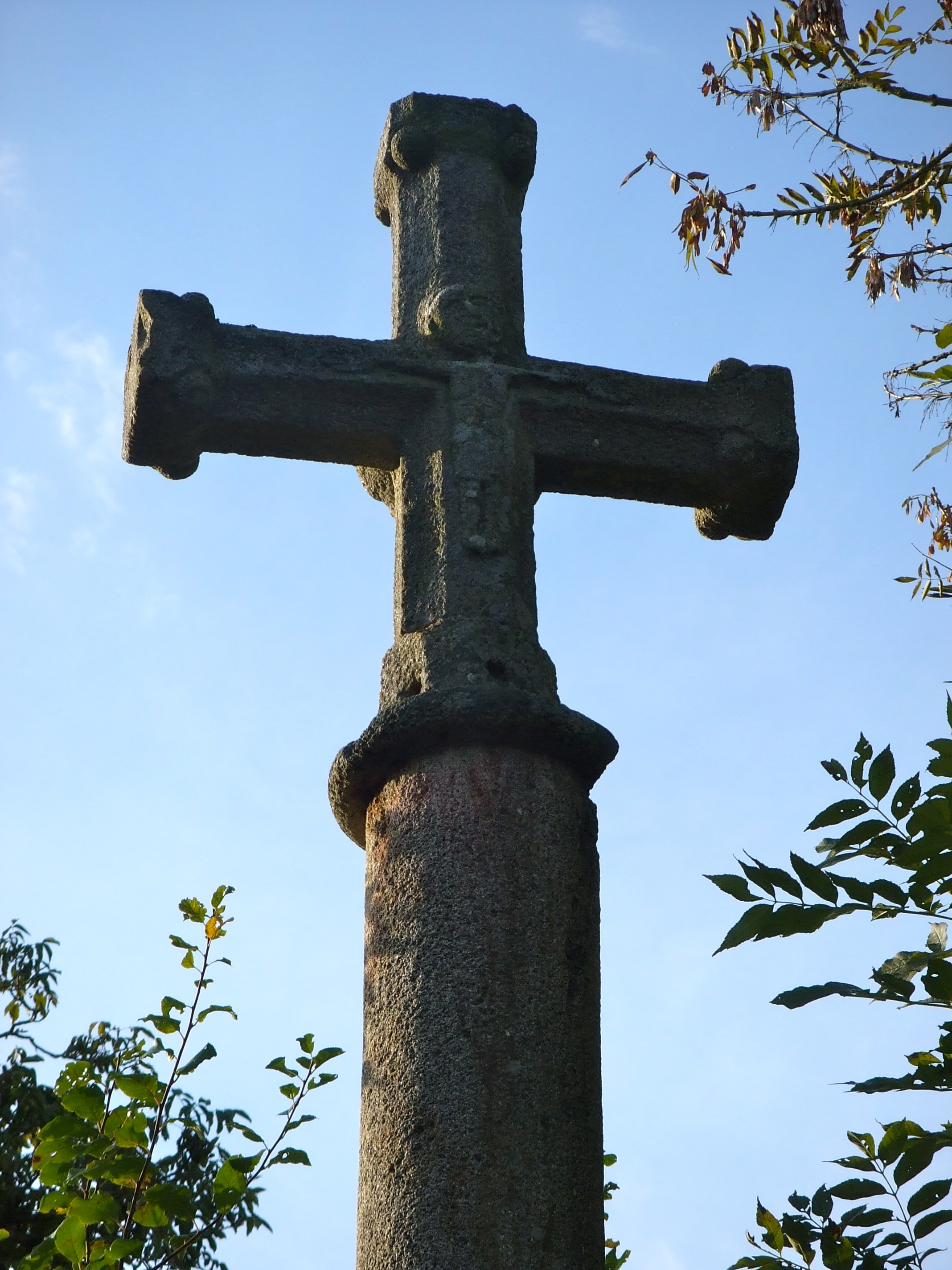
十字架
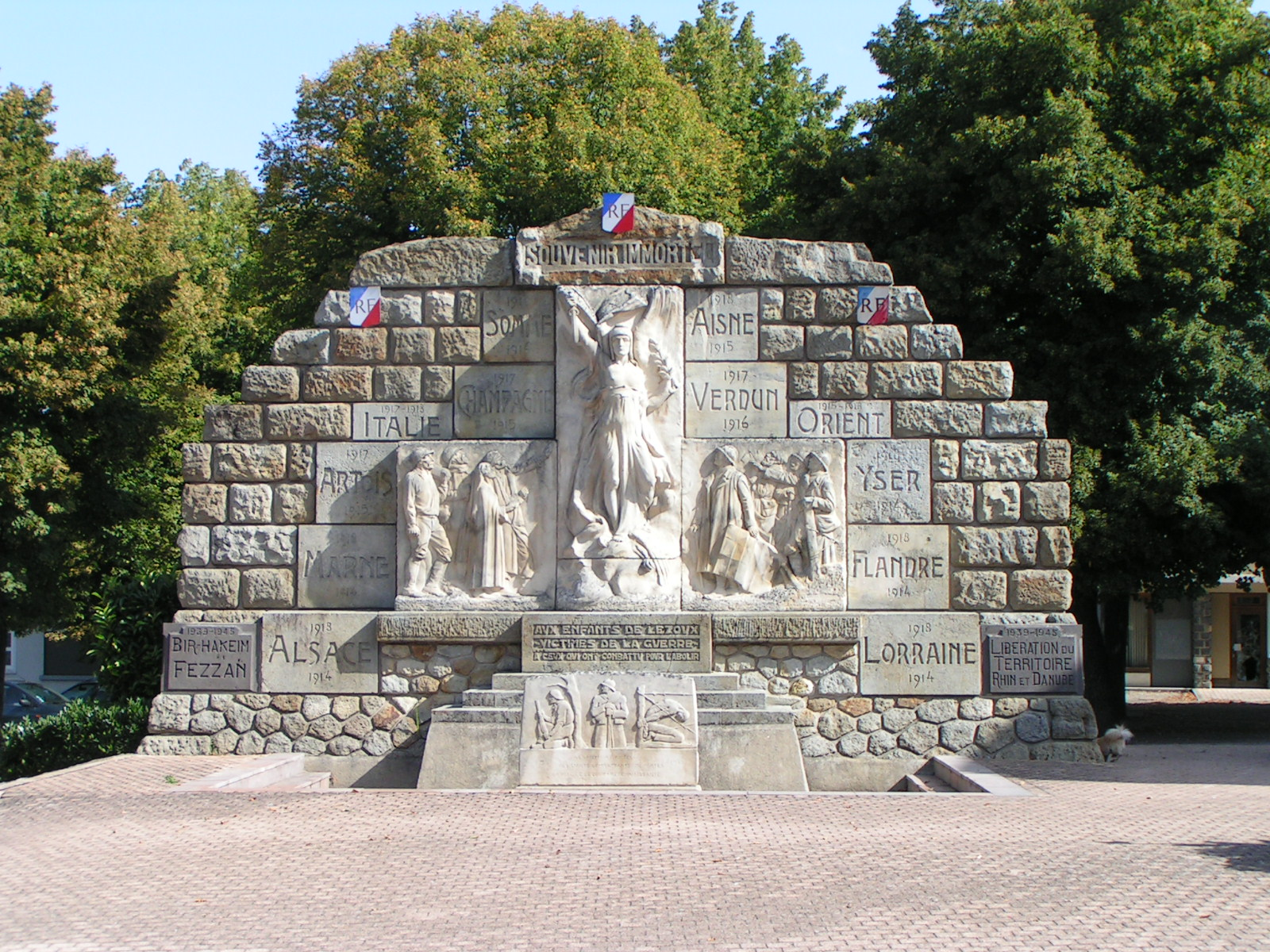
烈士纪念碑
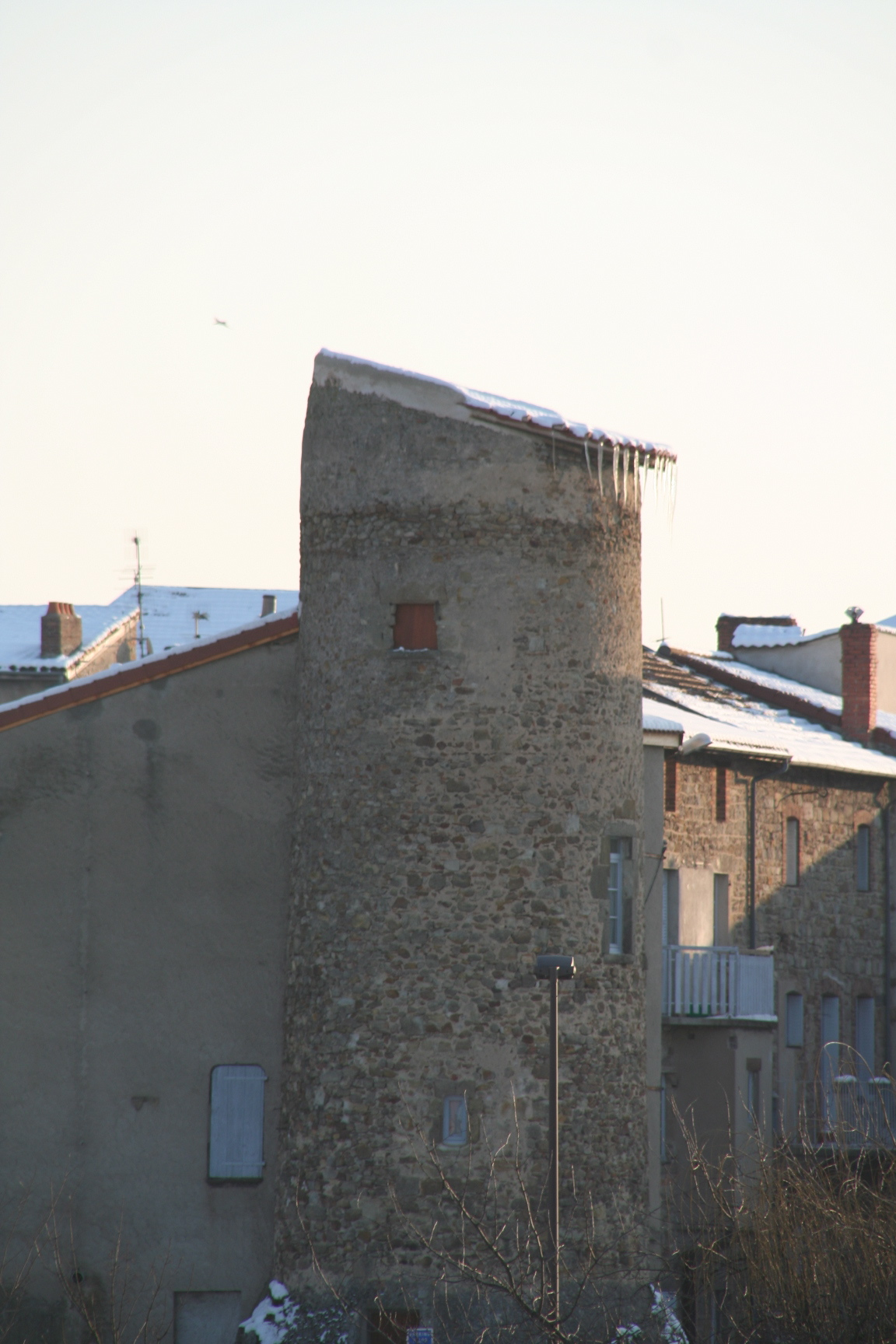
布拉格塔楼
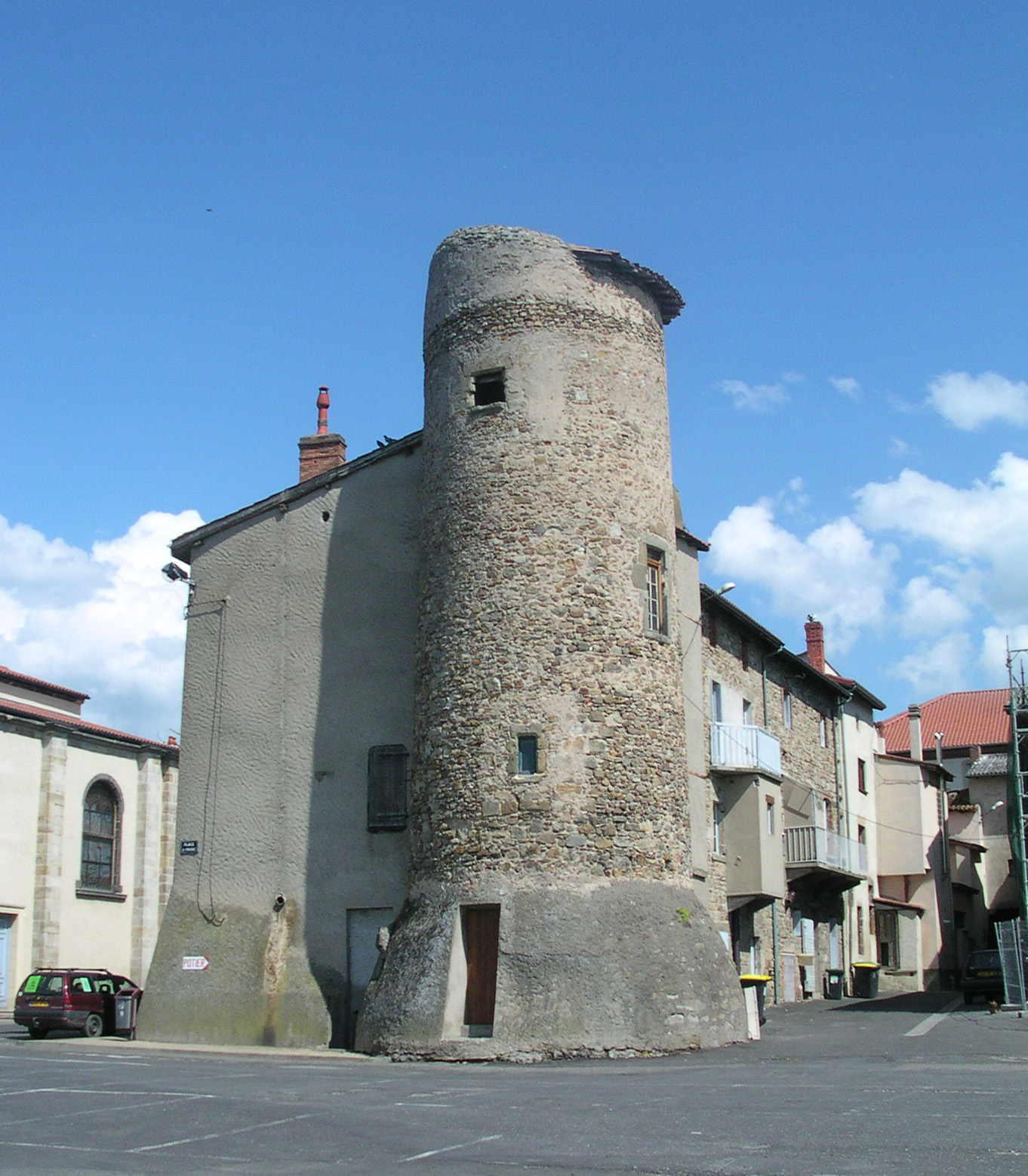
城墙塔

### 旅游
勒祖的旅游事务由其所属的多尔河和阿列河之间市镇公共社区负责。2022年，勒祖境内共有2家酒店共计22间房间。

### 媒体
法国主要的媒体均可在勒祖接收，法国电视三台下属的奥弗涅-罗讷-阿尔卑斯大区频道在部分时段播出勒祖所在多姆山省的地方新闻。《山地报》、蓝色法兰西奥弗涅地区广播、震动广播、Scoop广播等为当地主要的地方性媒体。

## 相关人物
法国军事文学家莫里斯·佩尔萨逝世于勒祖。

## 友好城市
截至2023年7月，勒祖共与三座城市建立了友好城市关系：
- 德国 格雷本施泰因
- 義大利 萨尔西纳
- 荷蘭 洛皮克